# Haus Bürgel

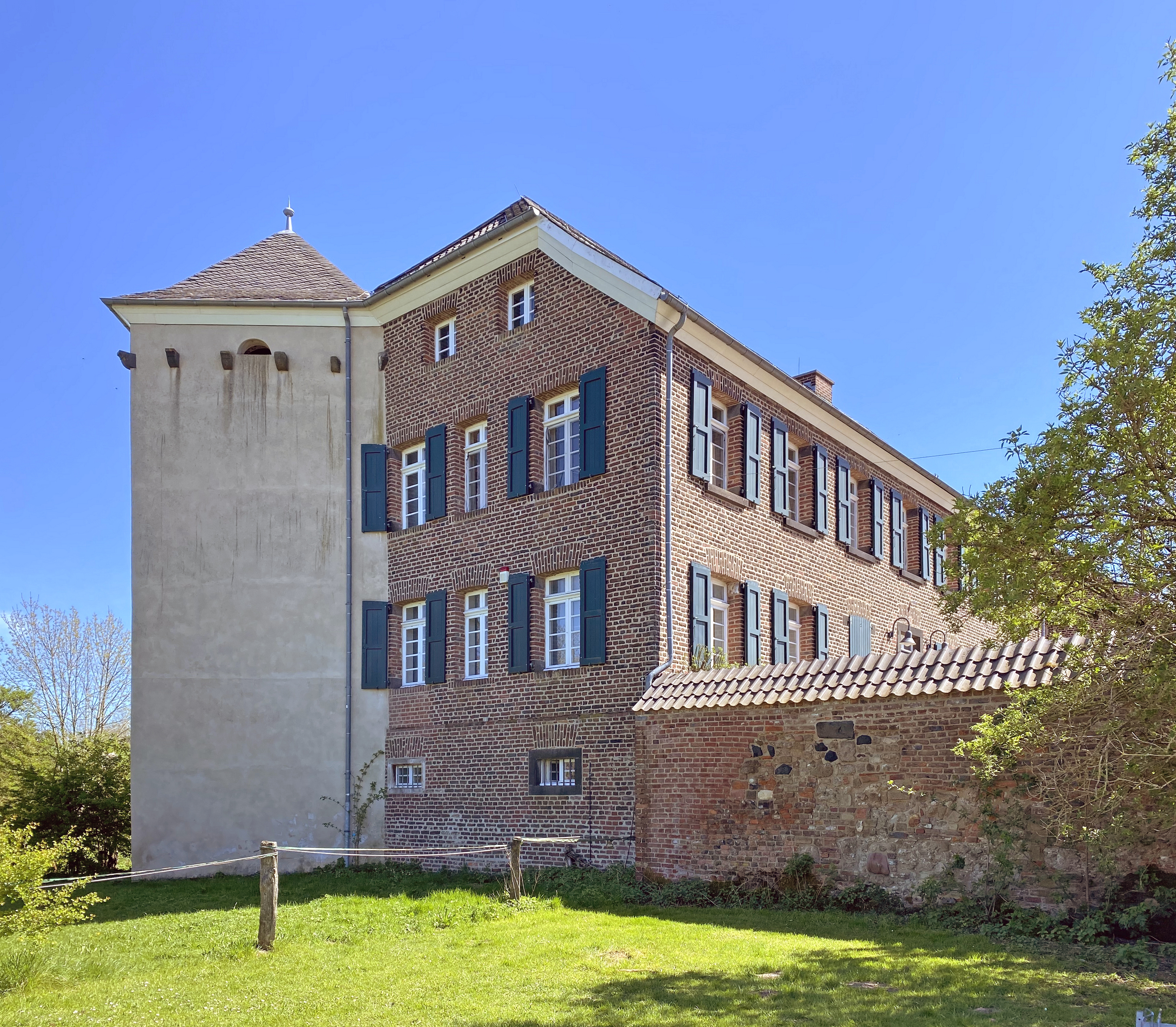
Haus Bürgel

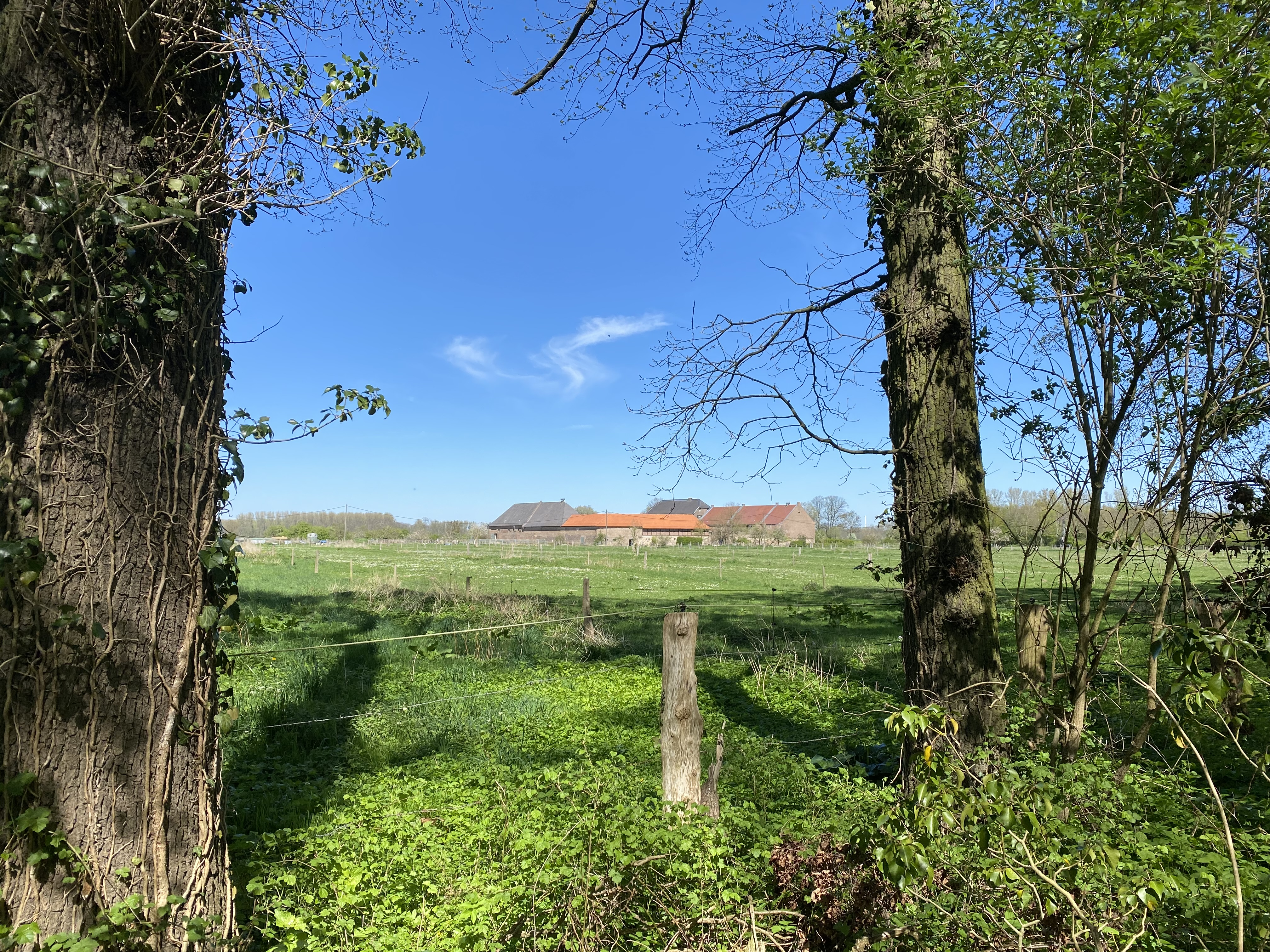
Ansicht von Süden

Haus Bürgel ist ein mittelalterliches Lehnsgut und ehemaliges römisches Kastell in Monheim am Rhein im nordrhein-westfälischen Kreis Mettmann. Die Anlage liegt etwa 850 Meter vom Rheinufer entfernt in der Urdenbacher Kämpe, nördlich des Monheimer Ortsteils Baumberg. Das Gebäude gehört als einer der insgesamt 44 archäologischen Fundplätze seit Juli 2021 zum UNESCO-Weltkulturerbe Niedergermanischer Limes.

## Geschichte

### Römerzeit
Genauere Informationen zu dem römischen Kastell, aus dem sich Haus Bürgel entwickelte, liegen aus der Antike nicht vor. Entsprechend gibt es verschiedene sich widersprechende Hypothesen hinsichtlich der Gründungszeit und des römischen Namens. Aktuell wird inzwischen hierzu von den meisten Historikern folgendes angenommen:
- Buruncum, oder auch Burungum geschrieben, war ein römisches Kastell, das vermutlich in der Ortschaft Köln-Worringen lag, und betraf nicht den Standort von Haus Bürgel. Dessen römischer Name wäre damit unbekannt. Errichtet wurde das Kastell, das der Vorläufer des heutigen ‚Haus Bürgel‘ war, wahrscheinlich in der Regierungszeit von Kaiser Konstantin I. (306–337 n. Chr.), spätestens aber in der Zeit von Kaiser Valentinian (364–375 n. Chr.).[4][5] Das Grenzkastell lag damals auf der linken Rheinseite. Den ursprünglichen Bau umgaben zwölf Türme, vier Eck- und acht Rundtürme. Seine Maße betrugen 64 mal 64 Meter und die Mauern wiesen eine Stärke von bis zu 2,30 Meter auf. Vor den Mauern war ein Doppelgraben angeordnet. Heute sind noch einige wenige Mauerreste dieser spätrömischen Anlage vorhanden.
- Dass zu Beginn des 4. Jahrhunderts Baumaßnahmen im Haus Bürgel erfolgten, belegt ein Fund von 139 Bronzemünzen unterhalb des Bodens einer römischen Badeanlage im Kastell. Diese Münzen stammen alle aus der Zeit von Kaiser Konstantin.[6]
- Der Fund einer Goldmünze aus der Zeit von Kaiser Honorius (393–423) belegt weiterhin, dass das Kastell zumindest bis zum zeitweiligen Zusammenbruch der römischen Kontrolle am Niederrhein im Jahr 406 zur Grenzsicherung verwendet wurde.[7]

Für die Existenz einer antiken Anlage am Standort Haus Bürgel gibt es aber einige Hinweise, die bereits auf eine wesentlich frühere Zeit hindeuten. Dass dies bereits um 10 v. Chr. in der Zeit des Nero Claudius Drusus geschah, ist allerdings unwahrscheinlich. Unter diesem römischen Feldherrn wurden zwar viele Kastelle und Lager der Römer auf dem linksrheinischen Ufer vom Mittel- und Niederrhein zur Grenzsicherung errichtet. Es gibt aber keine Belege dafür, dass Haus Bürgel aus dieser Zeit stammt, obwohl dies von einem Lokalhistoriker im 19. Jahrhundert vermutet wurde. Gestützt wird ein nicht ganz so früher Termin für die Gründung einer römischen Anlage bereits in der hohen Kaiserzeit aber durch mehrere Fakten:
- Beim Umbau einiger Gebäude von Haus Bürgel wurden 1729 einige Silber- und Kupfermünzen gefunden. Diese Münzen stammten aus der Zeit der Kaiser Vespasian (Regierungszeit 69–79) und Trajan (Regierungszeit 98–117), also gegen Ende des 1. Jahrhunderts n. Chr.[7] Nach der Niederschlagung des Aufstandes des germanischen Stammes der Bataver 69–70 n. Chr. wurden die römischen Provinzen nördlich der Alpen durch Vespasian und die nachfolgenden Kaiser gesichert und saniert. Dass hierbei auch ein neues kleines Kastell oder Lager oder Beobachtungsposten für die Straßenverbindung zwischen den damaligen Kastellen in Köln und Neuss angelegt wurde, ist durchaus möglich.
- Bei späteren Grabungen in der Nähe der Anlage wurde ein Bestattungsfeld mit mindestens 70 Gräbern gefunden, die in der Zeit vom 1. bis 3. Jahrhunderts angelegt wurden. Ob zu dieser Zeit bereits ein kleinerer Vorläufer des späteren Kastells vorhanden war, ist bisher nicht belegbar. Denkbar ist auch eine zivile römische Siedlung. Historisch bezeugt sind fränkische Überfälle im späteren 3. Jahrhundert mit Zerstörungen römischer Anlagen am linken Niederrhein.
- In den Mauern der späteren Gutsanlage wurden vier Matronensteine gefunden (M. Aviaitinehae/Rumanehae, M. Alagabiae, M. Aufaniae). Der Fund der Steine deutet auf eine wesentlich längere römische Siedlungsperiode hin, da dieser Kult seinen Höhepunkt am Niederrhein bereits im ersten bis dritten Jahrhundert n. Chr. hatte und in der Spätantike im Zuge der Christianisierung verschwand.[9]

### Mittelalter bis Neuzeit

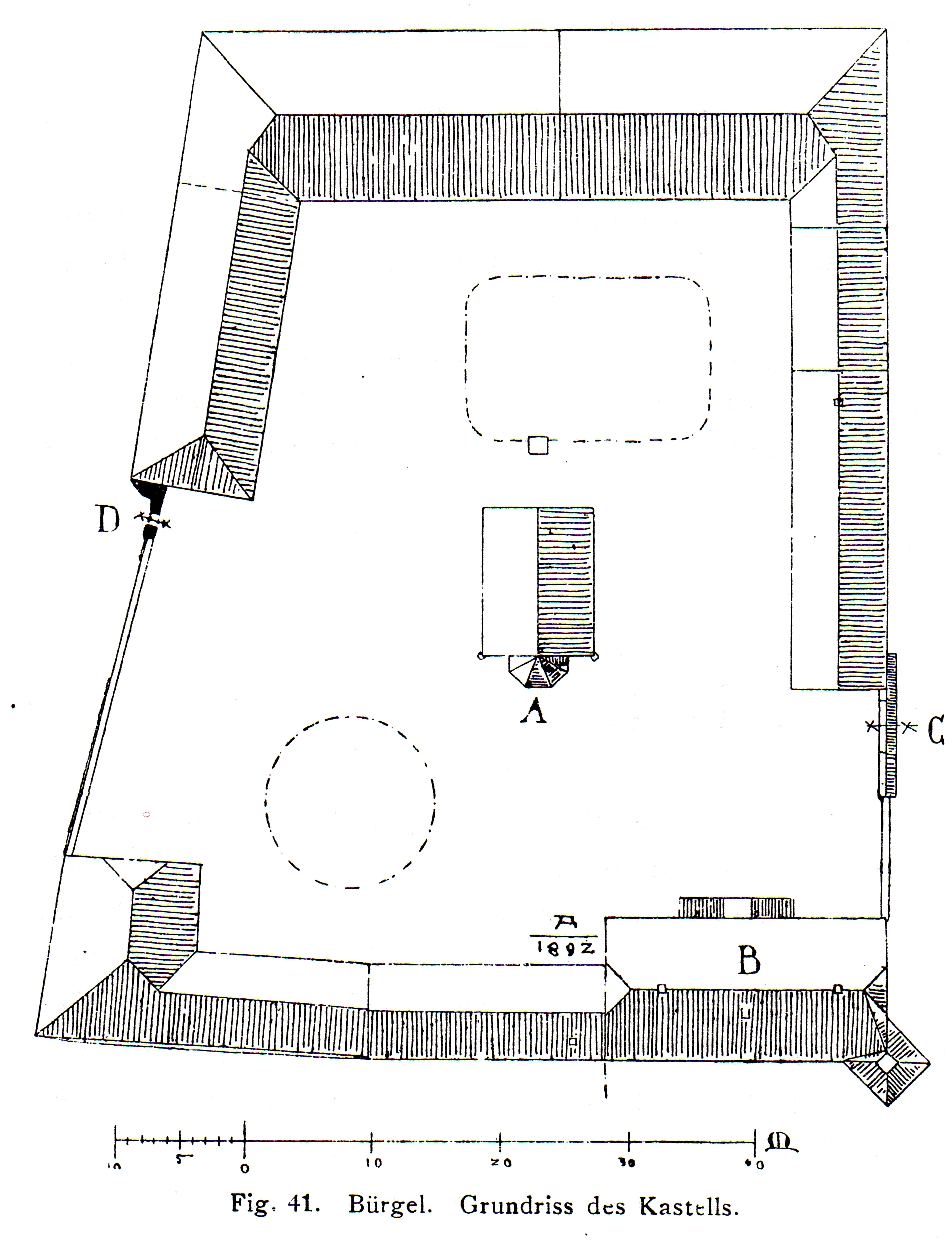
Haus Bürgel, Plan 1894 mit der zentralen Maternus-Kapelle

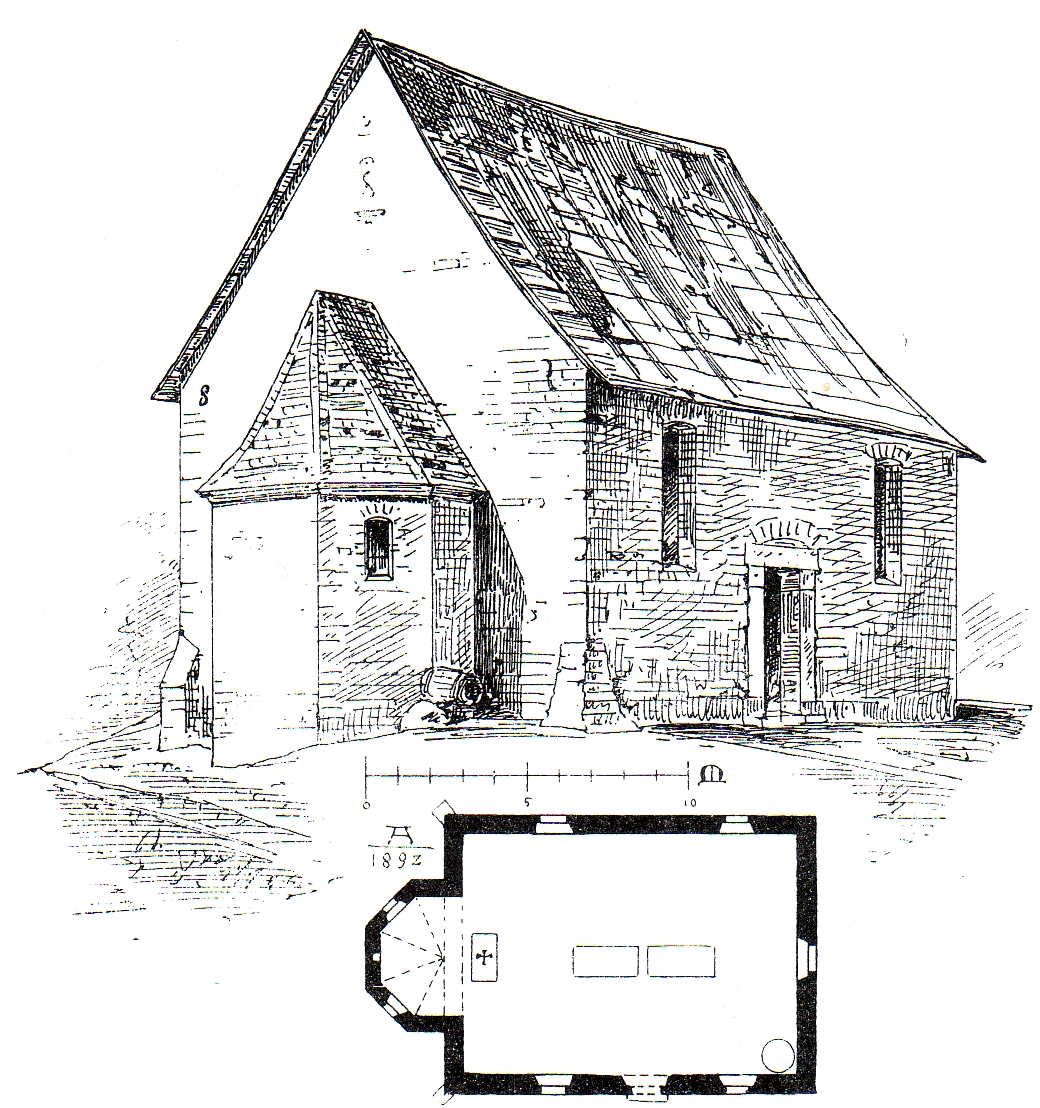
Die Maternus-Kapelle 1892

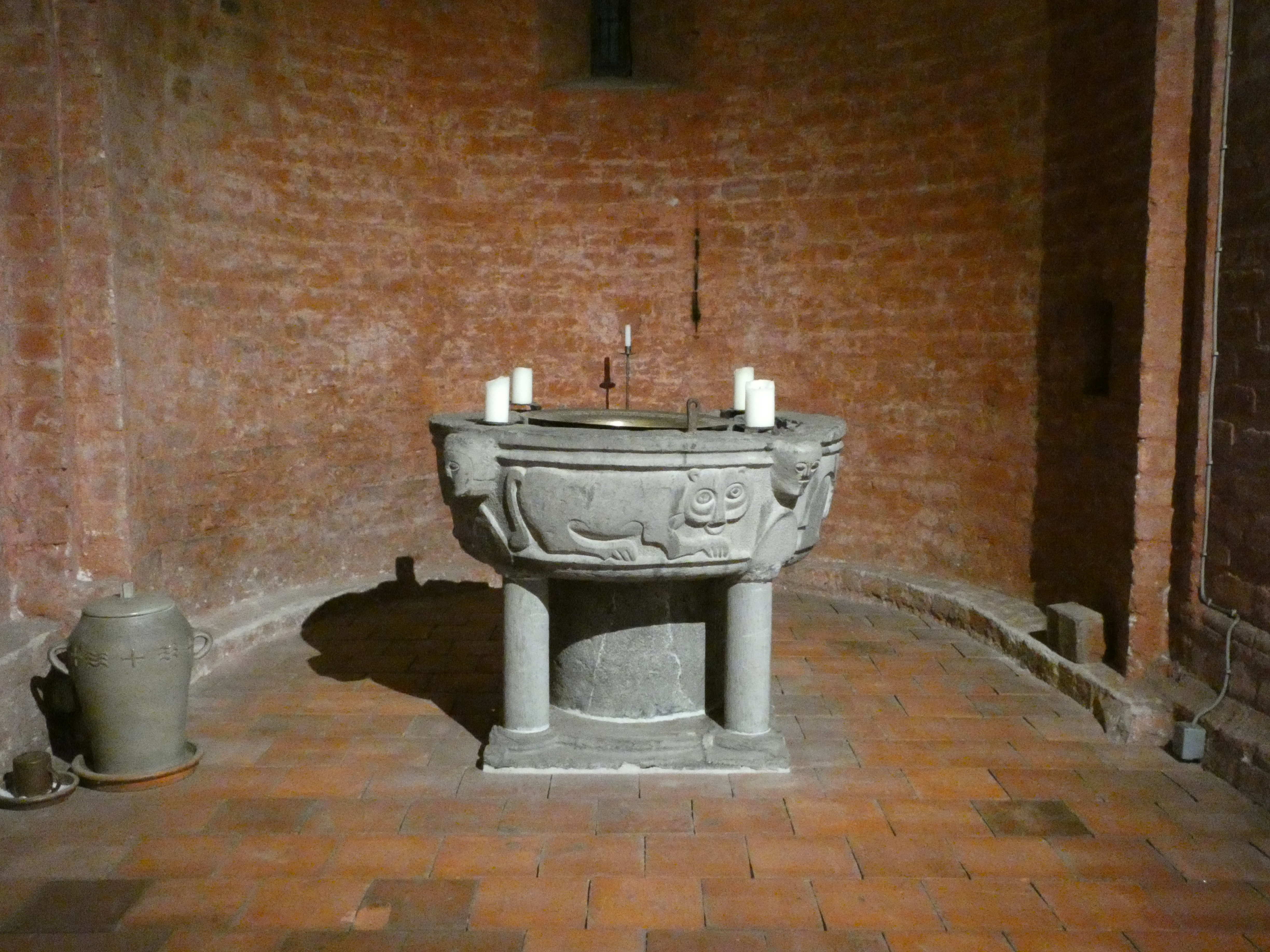
Der mittelalterliche Taufstein der Maternuskapelle; heute in St. Nikolai in Brandenburg an der Havel

Aus der Zeit nach Ende der römischen Provinz Germania Inferior zu Beginn des 5. Jahrhunderts und dem Beginn der Herrschaft der ripuarischen Franken am Niederrhein liegen für einige Jahrhunderte keine verwendbaren Nachrichten zu Haus Bürgel vor. Erst gegen Ende des 1. Jahrtausends gibt es zu dem ehemaligen Kastell konkrete Hinweise. Vermutlich war es zu dieser Zeit ein Königsgut der Ottonen. Von diesen wurde es 1002 dem Kölner Erzbischof Heribert übertragen. Es wird danach als ein erzbischöflicher Hof erwähnt, der in der Nähe von Zons lag.
Am 3. Mai 1019 wurde Castrum de Burgula von Erzbischof Heribert von Köln der Abtei Deutz bei der Einweihung der Abteikirche mit anderem Grundbesitz als Pfründe geschenkt. In der Urkunde wurde angeführt: „Castrum ctiam in Burgula et ecclesiam in Zünce cum decima“. Diese Schenkung wurde 1147 durch Papst Eugen III. bestätigt. In dessen Urkunde vom 17. Juli wurde ein „Schloss Bürgel mit dem Hofe und Kirche“ angeführt. Bereits zu dieser Zeit gehörte eine Kapelle in Zons zur Pfarrei der ‚Kirche Bürgel‘. Allerdings gibt es auch die Vermutung, dass die Kapelle, die innerhalb von ‚Haus Bürgel‘ lag, mit der Kapelle von Zons identisch war. In einer Urkunde von 1161 bestätigte Papst Viktor IV. der Abtei Deutz diverse Besitzungen mit den zugehörigen Zehnten. Neben anderen Besitzungen wurde „de ecclesia Bürgele“ angeführt.
In weiteren Urkunden von 1166, 1183 und 1218 war einer der Zeugen ein Conradus de Burgela. Dieser hatte Bürgel als Lehen von der Abtei Deutz erhalten. 1222 übergab der Kölner Erzbischof Engelbert I. den „Hof Bürgel“ an das Stift Kaiserswerth und befreite ihn gleichzeitig von allen Abgaben und Verpflichtungen. 1326 verkaufte ein Winricus de Burghile mit Zustimmung seines Bruders Andreas das Schloss und die Hälfte der Ländereien einschließlich der Patronatsrechte für eine Kirche für 1400 kölnische Mark an die Abtei Deutz. Anschließend erhielt er das Gut in Erbpacht für 150 Mark pro Jahr. 1352 war Reinardus Zobbe von Ingendorp Pächter des Gutes. 1359 wurde mit Genehmigung des Abtes von Deutz das Gut an Renardus Besendrisch verkauft. Dieser Kauf wurde vom Erzbischof Wilhelm von Köln bestätigt. Besendrisch seinerseits überließ 1361 auf Anweisung des Abtes das Patronat für die ‚Kirche Bürgel‘ und die Kapelle Zons der Abtei Brauweiler. Die Kapelle von Zons gehörte damit über Jahrhunderte zur Pfarrei von Bürgel.
Eine kleine Kapelle, die dem heiligen Maternus geweiht war, stand im mittleren Bereich der Hofanlage. Der Innenraum der Kapelle war 35 Fuß lang und 25 Fuß breit.
Ob die in Urkunden angeführte ‚Kirche Bürgel‘ mit der Kapelle identisch war, ist, wie bereits angeführt, umstritten. Diverse Historiker vermuten, dass eine Kirche zu einer umwallten kleinen Ortschaft neben dem Gutshof gehört hatte und nicht innerhalb von ‚Haus Bürgel‘ lag. Hinweise, die dies zu bestätigen scheinen, sind in Texten, die in den Archiven der Abtei Deutz und Abtei Brauweiler vorliegen, auch angeführt. Andere Historiker vermuten jedoch, dass die Kapelle ein Nachfolgegebäude einer größeren Kirche im Innenhof war. Diese größere Kirche sei abgebrochen und durch die kleine Kapelle ersetzt worden.
1376 verkaufte die Abtei Brauweiler das Gut an Ritter ‚Gerat van Kayproyde‘. Dieser wiederum übergab das Gut an den Kölner Erzbischof Friedrich III. In der Urkunde hierzu wurde angegeben: „wie der abt ind dat goitshuys von Bruwylre dat gut vorziden gehalt hant“. Vom Erzbischof erhielt Kayproyde das Gut dann als Lehen.
Nach dem verheerenden Rheinhochwasser 1374 lag das Gut rechts- statt linksrheinisch und war nun durch den Rhein von Zons getrennt. Nach dem Bau einer Kirche in Zons unterstand deshalb ab 1405 auf Anweisung des Kölner Erzbischofs Friedrich III. die Kapelle auf Haus Bürgel der Pfarrei Zons. Die vermutete kleine Ortschaft mit Kirche neben dem Gut war vom Rheinhochwasser völlig zerstört worden und nicht mehr vorhanden. Nur die mit wesentlich stärkeren Fundamenten und Mauern ausgerüsteten Gebäude des ehemaligen Kastells hatten dem Wasserdruck widerstanden. Lediglich eine alte Flurbezeichnung zwischen Rhein und ‚Gut Bürgel‘, die „Kirbergerloch“ genannt wurde, wäre noch ein Hinweis auf den verschwundenen Ort mit Kirche.
Die Zugehörigkeit der ‚Kapelle Bürgel‘ zur Pfarrei Zons endete erst 1803 mit der Franzosenzeit im Rheinland. Die Kapelle gehörte ab dieser Zeit zur Pfarrei Baumberg. 1843 wurde die ‚Pfarrei Bürgel‘ aufgelöst und die Kapelle nicht mehr benutzt. Bereits um 1881 war sie baufällig. Auf einem Foto von 1910 war die Kapelle nur noch als Ruine ohne Dach abgebildet. Sie wurde 1916 abgerissen. Der Taufstein der Kapelle befindet sich heute in der Kirche St. Nikolai in Brandenburg an der Havel.

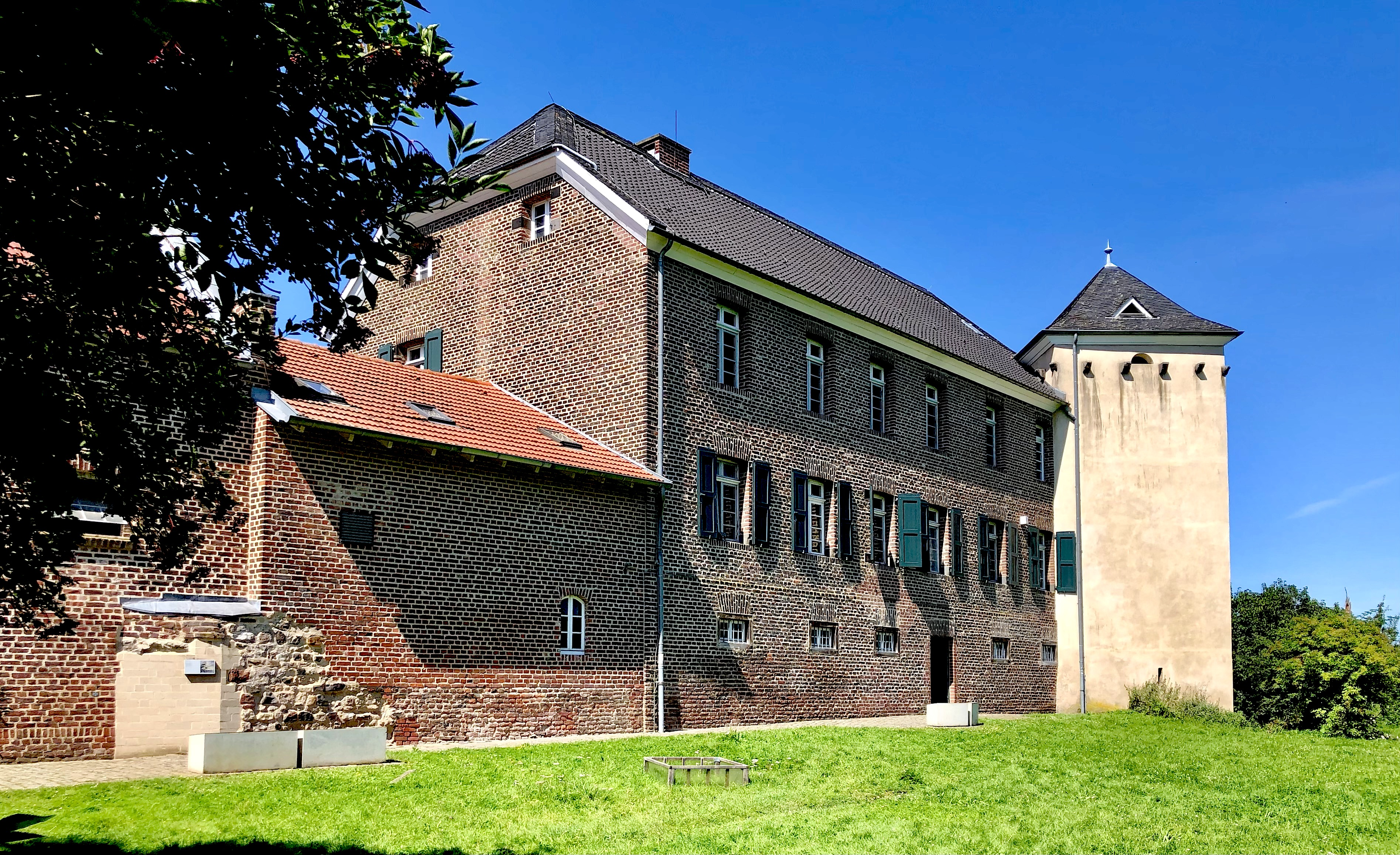
Haus Bürgel

Nach dem Rheinhochwasser Ende des 14. Jahrhunderts änderten sich die Besitzverhältnisse von „Haus Bürgel“ mehrfach. Ende des 14. Jahrhunderts war Graf Johann von Limburg-Broich der Besitzer. Er vererbte ‚Haus Bürgel‘ an seine Adoptivtochter Irmgard von Sayn. Über deren Ehemann Wirich V. von Daun-Falkenstein erbte laut Vertrag vom 8. Mai 1546 dessen Sohn Philipp II. den Hof. Letzter Erbe aus diesem Adelsgeschlecht ‚Daun-Falkenstein‘ war eine Tochter Christiane Luise. Deren Ehemann Emich Christian von Leiningen-Dagsburg verkaufte 1698 Haus Bürgel an Franz Freiherr zu Nesselrode. Für die nächsten fast drei Jahrhunderte waren die Grafen von Nesselrode die letzten historischen Eigentümer des Hofes. Noch 1837/38 errichteten diese Eigentümer ein neues Herrenhaus. 1989 verkauften sie das Gut an die NRW-Stiftung.
1864 wurde hier die Apfelsorte Kaiser Wilhelm als Zufallssämling entdeckt.
Derzeit dient Haus Bürgel als landwirtschaftlicher Betrieb, der vor einigen Jahren ausgesiedelt wurde. Außerdem ist Haus Bürgel Standort eines historischen Museums mit kleinem Café und der Biologischen Station des Kreises Mettmann und der Stadt Düsseldorf.

## Weltkulturerbe
Im Januar 2020 stellten die Bundesländer Nordrhein-Westfalen und Rheinland-Pfalz unter Federführung der Niederlande den Antrag, den Niedergermanischen Limes aus der Römerzeit als Weltkulturerbe der UNESCO aufzunehmen. Am 27. Juli 2021 wurde auf der UNESCO-Komitee-Sitzung im chinesischen Fuzhou der Limes und damit auch Haus Bürgel als ein Teil davon als Weltkulturerbe ausgezeichnet.

## Museum

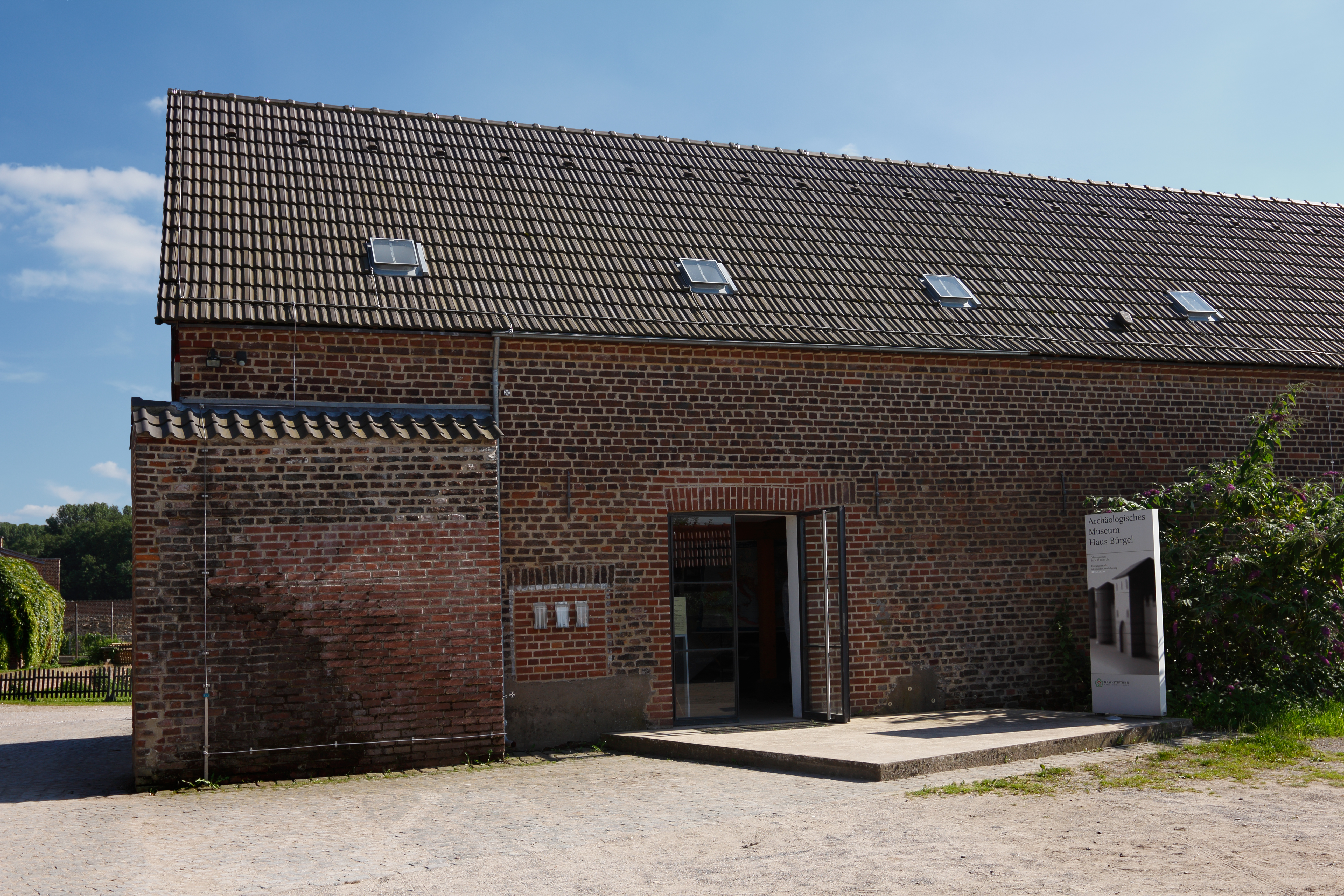
Archäologisches Museum

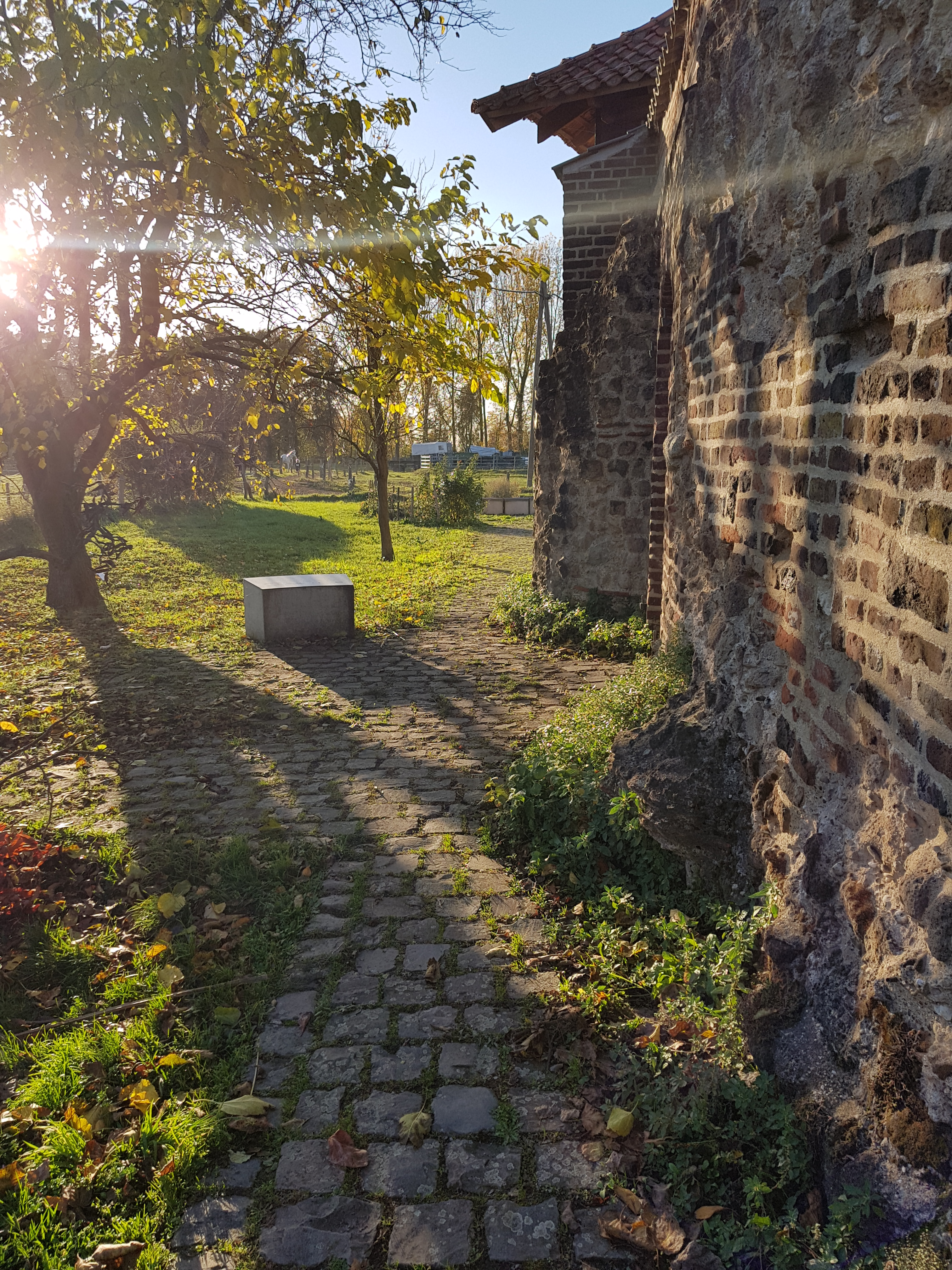
Südlicher archäologischer Außenpfad des ehemaligen Römerkastells Haus Bürgel in Monheim am Rhein.

Nachdem die NRW-Stiftung Haus Bürgel erworben hatte, wurden umfangreiche Renovierungsmaßnahmen durchgeführt. Im Jahr 2003 eröffnete ein archäologisches Museum im Herrenhaus und im Eckturm von Haus Bürgel. In den darauffolgenden Jahren kamen weitere Ausstellungsräume im Südwesten der Anlage hinzu. Der Nachbau eines römischen Steinbackofens wurde im Innenhof der Anlage mithilfe von Fördermitteln des LVR realisiert. Ein archäologischer Außenpfad, der die Außenanlage des Kastells anhand verschiedener Stationen verdeutlicht, führt die Besucher entlang der ehemaligen Kastellmauern zu den dezentralen Ausstellungsräumen. Er zeichnet zugleich die Lage des Osttores und einiger der zwölf Rundtürme mithilfe der Pflasterung nach.

## Biologische Station
Die Biologische Station ist ein eingetragener Verein und hat seit 1996 ihren Sitz auf Haus Bürgel. Sie betreut Naturschutzgebiete in Düsseldorf und im Kreis Mettmann, dort ist sie für die Umsetzung einer Vielzahl von Naturschutzmaßnahmen zuständig. Zu diesen gehört zum Beispiel die Pflege und Pflanzung von Obstbäumen in der Urdenbacher Kämpe. Des Weiteren betreut die Biologische Station den historischen Nutzgarten auf Haus Bürgel, in dem unter anderem Kräuter- und Gemüsepflanzen aus der Römerzeit und späteren Epochen gezeigt werden, und bietet ganzjährig unterschiedliche Exkursionen an.

## Verkehr
Haus Bürgel ist mit der Buslinie 788 der Rheinbahn bzw. Bahnen der Stadt Monheim an Benrath und Monheim angebunden, außer bei Hochwasser.